# Sauze d’Oulx-Jouvenceaux
Sauze d’Oulx-Jouvenceaux war eine Wettkampfstätte für Freestyle-Skiing. Während der Olympischen Winterspiele 2006 in Turin war die Anlage Austragungsort der Wettkämpfe im Freestyle-Skiing. 

## Geschichte
Die Wettkampfstätte befand sich in der Gemeinde Sauze d’Oulx, etwa 80 km von Turin entfernt. Vom 7. bis 23. Februar 2006 fanden auf der Anlage 6 Wettkampf- und 11 Trainingstage statt. Die Gesamtfläche des Geländes betrug 126.879 Quadratmeter. Die Piste für die Aerials-Wettkämpfe war 163 Meter lang und zwischen 18 und 28 Meter breit. Die Buckelpiste hatte eine Länge von 225 Metern und maß in der Breite 22 Meter.
Neben einer Sitzplatztribüne, die bis zu 4418 Personen Platz bot, gab es Stehplätze im Zielbereich, was eine Gesamtkapazität von 7900 Plätzen ergab. Zudem wurden fünf Zelte zur Verpflegung der Zuschauer, zwei medizinische Zentren sowie ein Anti-Doping-Zentrum auf dem Gelände errichtet. Des Weiteren gab es Räumlichkeiten für die Presse und die Organisatoren. Da die Wettbewerbe abends ausgetragen wurden, wurde eine Flutlichtanlage errichtet, welche über 75 Strahler verfügte und die Pisten sowie die Zuschauerbereiche beleuchtete. Vor den Spielen wurden zudem ein Stausee, mit einer Kapazität von 26.000 Kubikmetern, zur Beschneiung sowie ein neuer Lift angelegt. Die ersten Testläufen wurden am 7. Februar auf der Buckelpiste ausgetragen.
Der 9 Millionen Euro teure Bau wurde nur für die 6 Wettkampf- und die 11 Trainingstage der Olympischen Spiele genutzt und verfiel danach. 2010 ging die Anlage in den Besitz der Gemeinde über. 2012 wurde die Flutlichtanlage abgebaut. 2017 beklagte sich die Gemeinde, dass bislang alle Versuche das Areal für andere Zwecke umzugestalten im Sand verlaufen seien. 2020 stellte die Gemeindeverwaltung ein Projekt für die Umgestaltung des Areals des ehemaligen olympischen Freestyle-Stadions in einen Fußballplatz vor.